# Passiflora pilosissima
Passiflora pilosissima är en passionsblomsväxtart som beskrevs av Ellsworth Paine Killip. Passiflora pilosissima ingår i släktet passionsblommor, och familjen passionsblomsväxter. Inga underarter finns listade i Catalogue of Life.